# Naukowe Muzeum Morskie w Tokio
Naukowe Muzeum Morskie w Tokio (jap. 船の科学館 Fune no Kagakukan; nazwa w jęz. ang. Museum of Maritime Science) – otwarta w 1974 roku placówka muzealna w Tokio, w dzielnicy Shinagawa, poświęcona technice morskiej i związkom Japonii z morzem.
Muzeum zbudowano na sztucznej wyspie Odaiba, położonej w Zatoce Tokijskiej. Główny budynek muzeum ma kształt statku, wewnątrz którego są sale wystawowe; na maszcie „statku” umieszczona jest platforma widokowa, pozwalająca śledzić ruch w porcie.
Jest to przede wszystkim muzeum historii i współczesnej techniki morskiej. Wystawy obejmują kolekcję rozmaitych elementów techniki okrętowej oraz modele statków i instalacji portowych, np. dioramę funkcjonującego doku kontenerowego. Nacisk położony jest na technologię i dzieje marynarki handlowej. Historia floty wojennej zredukowana jest do minimum. Nawet wydobyta z morza lufa działa artylerii głównej pancernika „Mutsu” traktowana jest jako przykład technologii morskiej.
Na ekspozycji zewnętrznej muzeum prezentowane są:
- drewniana latarnia morska Anorisaki z okolic Nagoi, jedna z ośmiu zbudowanych przez Richarda H. Bruntona w latach 1872–1873, działająca do 1948 roku;
- drewniana łódź rybacka z Kujūkuri, prefektura Chiba;
- lodołamacz „Sōya”, pierwszy statek polarny Japonii;
- prom kolejowy „Yōtei Maru”, obsługujący połączenie Honsiu z Hokkaido do czasu zbudowania tunelu Seikan pod cieśniną Tsugaru; na promie umieszczono lokomotywę i wagon pociągów niegdyś przezeń przewożonych;
- batyskaf „PC-18”.

## Galeria

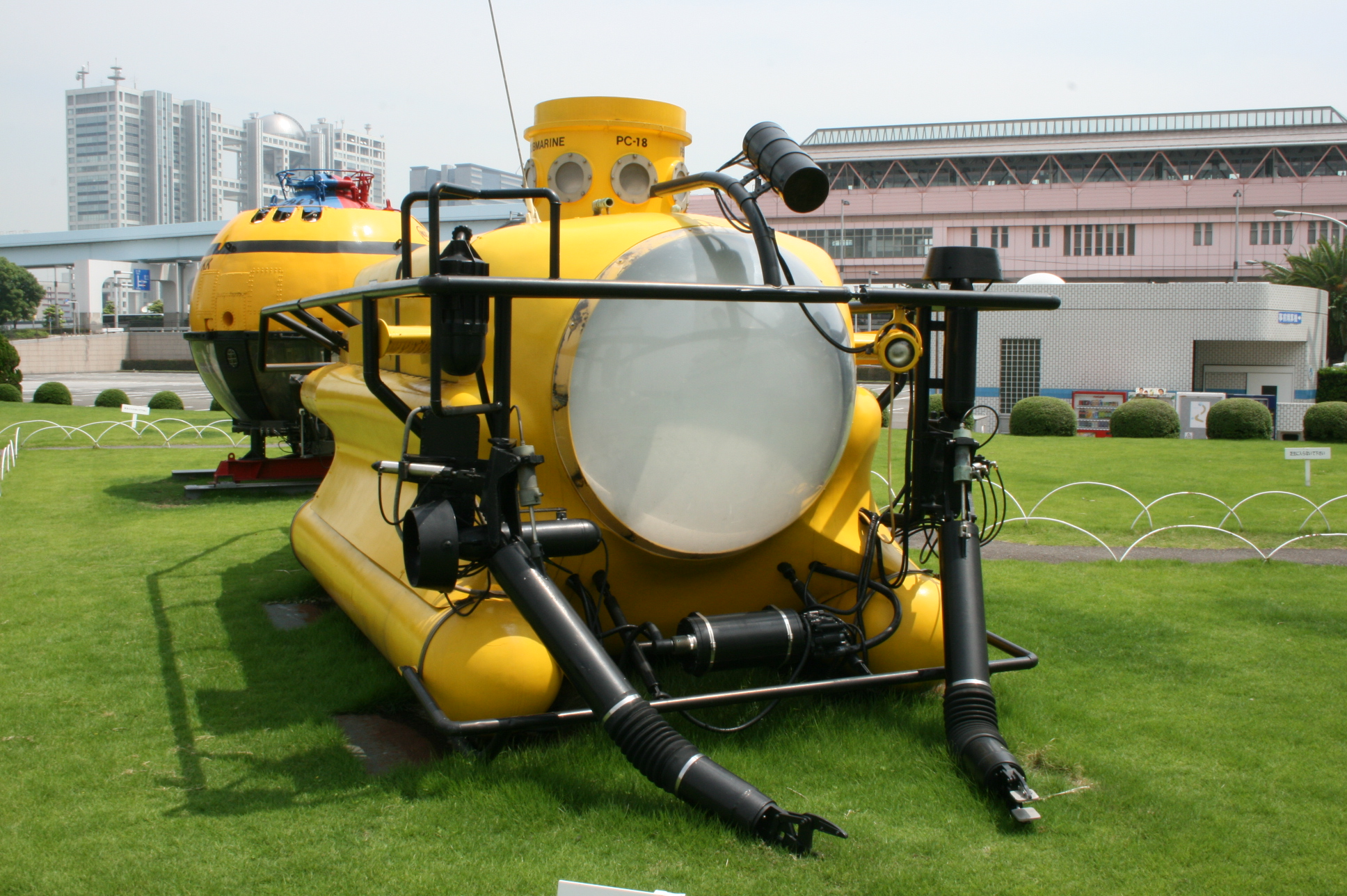
Batyskaf „PC-18”
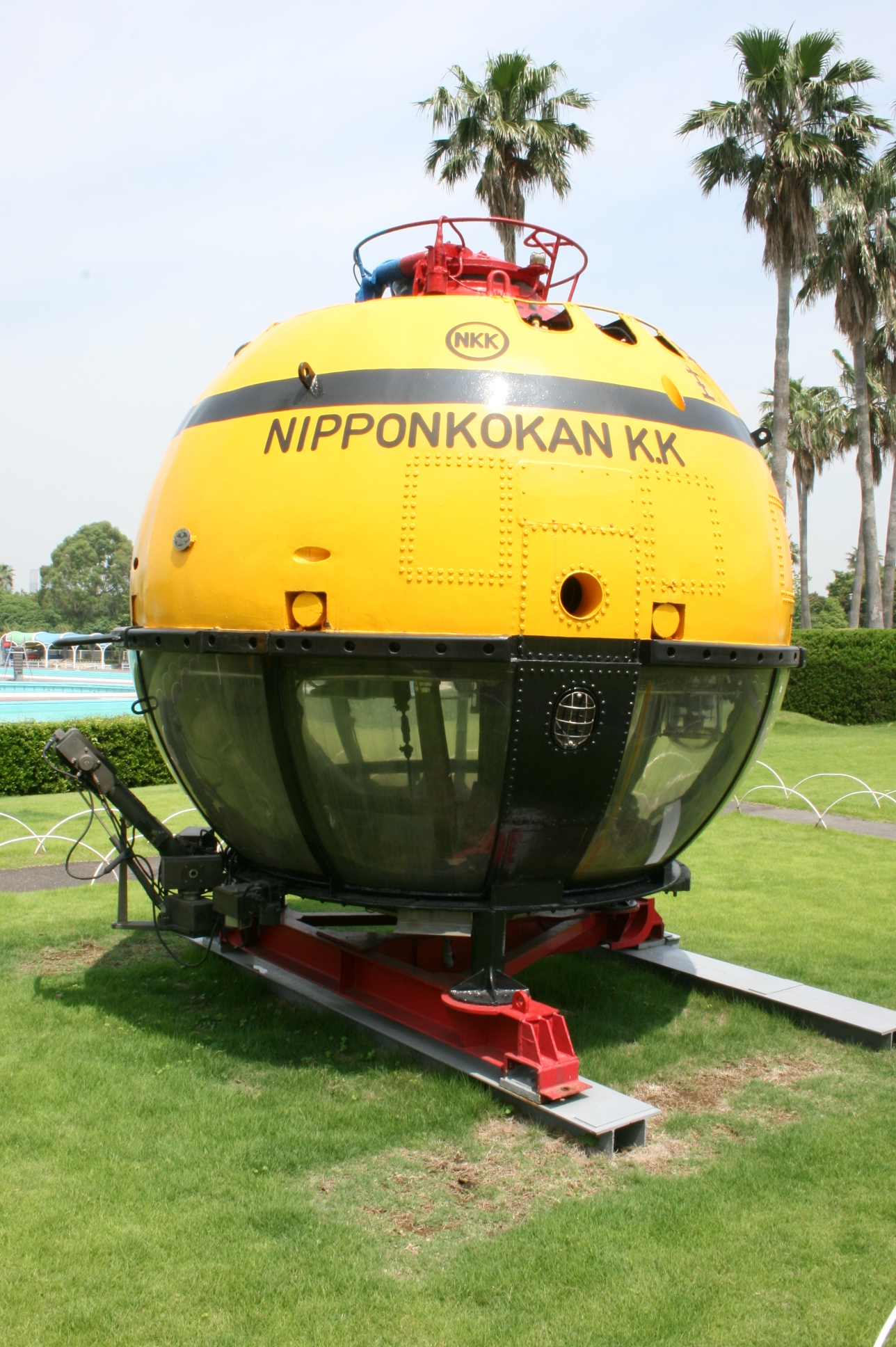
Batyskaf „Tankai”
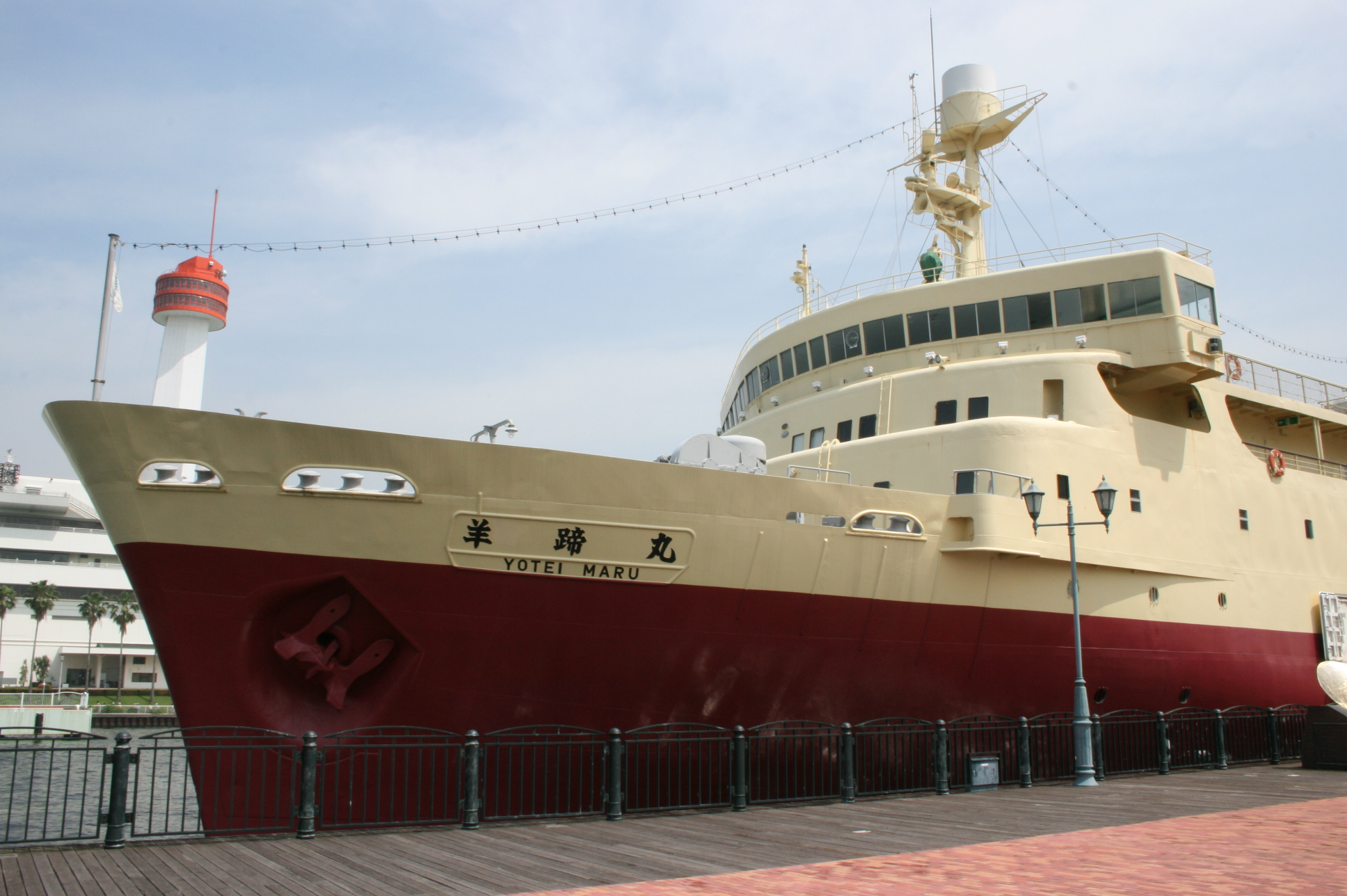
„Yōtei Maru”
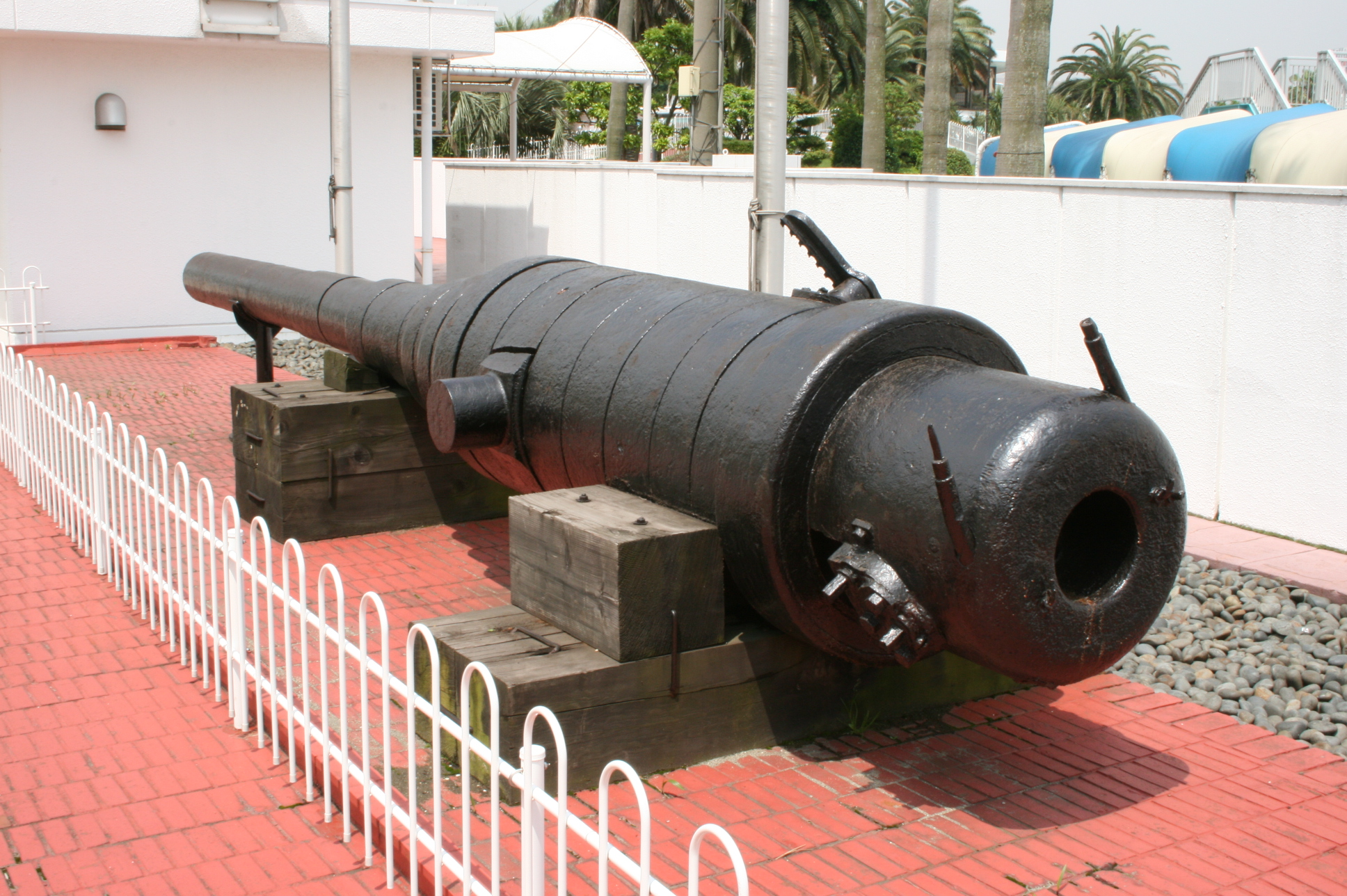
Działo krążownika „Admirał Nachimow”